# أرض سالم (رواية)
أرض سالم أو أرض سيلم أو حشد سالم (بالإنجليزية: Salem's Lot) هي رواية رعب من عام 1975 للكاتب الأمريكي ستيفن كينغ. كانت هذه روايته المنشورة الثانية. تتضمن القصة كاتبًا يدعى بن ميرز يعود إلى أرض جيروسالم (أورشليم) (أو أرض سالم اختصارًا) في ولاية مين، حيث عاش من سن الخامسة حتى التاسعة، ليكتشف أن السكان يتحولون إلى مصاصي دماء. نزور المدينة مجددًا في القصص القصيرة «أرض جيروسالم، Jerusalem's Lot» و«واحد من أجل الطريق، One for the Road»، وكلاهما من مجموعة قصص كينغ ورديّة الليل (1978). رُشِّحت الرواية لجائزة الفانتازيا العالمية عام 1976، وجائزة لوكوس لأفضل رواية فنتازيا عبر الزمن في عام 1987.
في مقابلتين منفصلتين في الثمانينيات، قال كينغ إنه، من بين جميع كتبه، كان كتاب أرض سليم المفضل لديه. في المقابلة التي أجراها في يونيو 1983 مع بلايبوي، ذكر المذيع أن كينغ يخطط لتأليف تتمة لهذا الكتاب نظرًا لأنه كان المفضل لديه، لكن كينغ قال في موقعه الإلكتروني أنه بسبب أن سلسلة برج الظلام أُكملت بالفعل في ذئاب الكالا  Wolves of the Calla وأغنية سوزانا Song of Susannah، شعر أنها لم تعد بحاجة إلى تتمة. في عام 1987، أخبر فيل كونستانتين في مجلة ذا هايواي باترولمان: «إنها قصتي المفضلة تقريبًا، وغالبًا بسبب الحديث عن البلدات الصغيرة، فهي كالكائنات المحتضرة في عصرنا. تشعرني القصة بدفء المنازل البسيطة، ولها مكان خاص في قلبي!» كان هذا الكتاب مخصصًا لابنة كينغ، نايومي.

## وصلات خارجية
- ُأرض سالم عنوان مُدرج في قاعدة بيانات الخيال التأملي على الإنترنت